# Tanacetum turkestanicum
Tanacetum turkestanicum là một loài thực vật có hoa trong họ Cúc. Loài này được (Regel & Schmalh.) Poljakov miêu tả khoa học đầu tiên năm 1953.